# Atticora melanoleuca
Atticora melanoleuca е вид птица от семейство Лястовицови (Hirundinidae).

## Разпространение
Видът е разпространен в Аржентина, Боливия, Бразилия, Венецуела, Гвиана, Колумбия, Парагвай, Суринам и Френска Гвиана.